# Milambo
Milambo è un ward dello Zambia, parte della provincia di Luapula e del distretto di Milenge.